# Aeropuerto Internacional Manuel Piar
El Aeropuerto Internacional Manuel Carlos Piar (IATA: PZO, OACI: SVPR), ente administrado por la Gobernación de Bolívar, a través del Servicio Autónomo de Aeropuertos Regionales del Estado Bolívar, es el sexto aeropuerto en importancia dentro de Venezuela y el principal terminal aéreo del sur del país. Se encuentra ubicado en el municipio Caroní del Estado Bolívar sirviendo a Ciudad Guayana y movilizando un promedio diario de 2.750 personas (1 000 000 anuales) [cita requerida] ofrece vuelos a Caracas, Maracaibo, Porlamar y Valencia además operan las (5) de las principales aerolíneas venezolanas el aeropuerto de Ciudad Guayana recientemente obtuvo la Certificación Internacional otorgada por el Instituto Nacional de Aeronáutica Civil (INAC)

## Historia
Este aeropuerto se inauguró en los años 60 del siglo pasado, en reemplazo del antiguo Aeropuerto de San Félix, según los horarios de la aerolínea Aeropostal salieron en artículos sobre: Aeropuertos Desaparecidos en Venezuela, el antiguo se quedaba muy cerca de los dos tanque de Agua del acueducto del INOS, el antiguo coso aeroportuario actualmente ocupada por las humildes casas de la gente, sus pistas medía casi 1,8 kilómetros en la designada 07/25 y la otra medía unos 1200 metros en la designada 02/20, se aprecia a la vista por medio de Google Maps, se ve dos tanques del acueducto del INOS un poco a unos 1,2 kilómetros al sur este, se ve las humildes casas allí quedaba el viejo aeropuerto.

## Modernización del Aeropuerto
Desde inicios de la gestión del Gobernador Francisco Rangel Gómez, el Aeropuerto Internacional Manuel Carlos Piar brinda a los usuarios modernas e innovadoras instalaciones que contribuyen con el desarrollo progresivo que experimenta Ciudad Guayana. En el año 2007 fue objeto de una remodelación y modernización entre las cuales destacan: la incorporación de 3 puentes de abordaje, repavimentación de la plataforma comercial, remodelación de la fachada posterior, ampliación del estacionamiento, construcción de la sala de arribo internacional, del muro frontal acristalado y la edificación del Cuartel de Bomberos Aeronáuticos. También se han adquirido modernos equipos de seguridad para resguardo y protección de los pasajeros. Actualmente es uno de los aeropuertos más modernos del país.

## Premios Obtenido
1. AÑO 2007 Certificación ISO 9001:2008.
2. AÑO 2009 Obtención Premio a la Calidad del estado Bolívar.
3. AÑO 2010 Galardón 8.ª. Estrella de Guayana.
4. AÑO 2011 Certificación Internacional del Aeropuerto.
5. AÑO 2011 Certificación del Sistema de Gestión de Seguridad y Salud Ocupacional bajo la norma OHSAS 18001:2007.
6. AÑO 2024 certificación de la International Standarization Organization (ISO) 9001: 2015

## Infraestructura y servicios
Hay un terminal para vuelos tanto nacionales como internacionales. El aeropuerto cuenta con ayudas a la navegación aérea (VOR,ILS, DME), torre de control, servicio meteorológico y servicio de combustible JET-A1 y AV-GAS 100/130.
El aeropuerto posee tiendas, restaurantes, bancos, empresas de alquiler de automóviles, estacionamiento, bomberos aeronáuticos, subestación eléctrica, servicios de aduana y migración además de poseer una terminal de carga por la cual se moviliza el 87 % de la carga que entra al estado bolívar y amplia sala de espera para poder movilizar una cantidad total de 4500 pasajeros al día.
Es uno de los cuatro aeropuertos venezolanos en tener puentes de abordaje para pasajeros.

## Transporte
El pasajero puede desplazarse desde el Aeropuerto a través de los servicios de taxi. Existe el servicio de alquiler de vehículos, contando con tres (03) empresas que operan en el Aeropuerto: Hertz Rent-A-Car, Europcar, Thrifty Car Rental de lunes a viernes de 6.30 a 20.00, sábado y domingo de 8.00 a 12.00 y de 14.00 a 18.00. Bugdet, todos los días de 5.00 a 21.00

## Ficha técnica
Aeropuerto Internacional Manuel Carlos Piar
Ubicado en Ciudad Guayana, Municipio Caroní, Estado Bolívar, Venezuela.
Latitud N08°17'18"70
Longitud W062°45'37"30
Pista Principal 2.050 m de largo x 45 m de ancho.
Horario de operaciones: 5:30 - 24:00
Salas de Esperas: A y B.
- Puertas de Embargues:1,2,3 y 4.
- Puertas de desembargues:D1
- Asistencia de Servicio en tierra:Guayana Handling C. A

(Tomado de: SAAR Bolívar Servicio Autónomo de Aeropuertos Regionales del Estado Bolívar)

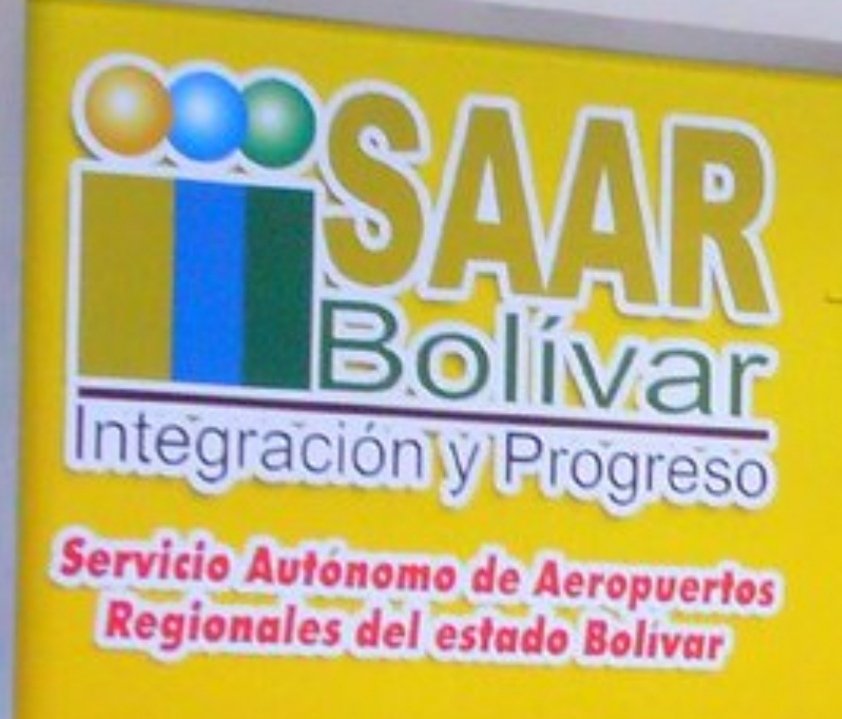
Logo Antiguo de SAAR Bolívar.

```
/ 
Ciudad Guayana
```

## Aerolíneas y destinos
| Destinos por aerolínea                    | Destinos por aerolínea |
| Aerolíneas                                | Ciudades |
| ----------------------------------------- | --- |
| Avior Airlines 1 destino                  | Nacional (1): Caracas |
| Conviasa 6 destinos                       | Nacionales (4): Canaima (Inicia 15 de agosto de 2025) Caracas / Maracaibo / Porlamar / Valencia / Santa Elena de Urairén (Inicia el 15 de agosto de 2025) Internacional (1): Manaos |
| Estelar Latinoamérica 1 destinos          | Nacional (1): Caracas |
| Laser Airlines 2 destinos                 | Nacionales (2): Caracas / Porlamar |
| Rutaca Airlines 2 destinos                | Nacional (2): Caracas |
| Turpial Airlines 1 destino                | Nacional (1): Valencia |
| Total: 7 destinos, 2 países, 6 aerolíneas | |

## Destinos nacionales
| Ciudades                                   | Nombre del aeropuerto                               | Aerolíneas                                                                           |
| ------------------------------------------ | --------------------------------------------------- | ------------------------------------------------------------------------------------ |
| Bolívar- Canaima                           | Aeropuerto Parque Nacional Canaima                  | Conviasa                                                                             |
| Bolívar- Santa Elena de Urairén            | Aeropuerto de Santa Elena de Urairén                | Conviasa                                                                             |
| Carabobo - Valencia                        | Aeropuerto Internacional Arturo Michelena           | Conviasa / Turpial Airlines                                                          |
| Distrito Capital - Caracas                 | Aeropuerto Internacional de Maiquetía Simón Bolívar | Avior Airlines / Conviasa / Estelar Latinoamérica / Rutaca Airlines / Laser Airlines |
| Nueva Esparta - Porlamar                   | Aeropuerto Internacional del Caribe Santiago Mariño | Conviasa / Laser Airlines                                                            |
| Zulia - Maracaibo                          | Aeropuerto Internacional de La Chinita              | Conviasa                                                                             |
| Total: 4 destinos, 4 estados, 5 aerolíneas |                                                     |                                                                                      |

### Destino internacional
| Ciudad                                | Nombre del aeropuerto                  | Aerolíneas |            |            |
| Suramérica                            | Suramérica                             | Suramérica | Suramérica | Suramérica |
| ------------------------------------- | -------------------------------------- | ---------- | ---------- | ---------- |
| Brasil (1 destino, 1 aerolínea)       |                                        |            |            |            |
| Amazonas - Manaos                     | Aeropuerto Internacional Eduardo Gomes | Conviasa   |            |            |
| Total: 1 destino, 1 país, 1 aerolínea |                                        |            |            |            |

Operan las siguientes aerolíneas con los respectivos equipos, así:
- Avior Airlines: B737-200 / B737-400
- Conviasa: ATR42 / E-190
- Rutaca Airlines: B737-200 / B737-300
- Serami Air: C208
- Estelar Latinoamérica: B737-200 / B737-300
- Laser Airlines: MD-81 / MD-82
- Turpial Airlines: B737-400
- Venezolana: MD-82

## Nuevos destinos
| Nuevos destinos | Nuevos destinos | Nuevos destinos | Nuevos destinos | Nuevos destinos | Nuevos destinos |
| Destino         | Aeropuerto      | Aerolíneas      | Aeronaves       | Fecha de inicio |                 |
| --------------- | --------------- | --------------- | --------------- | --------------- | --------------- |